# روبرت كورتس
روبرت كورتس (بالألمانية: Robert Kurz)‏ (و. 1943 – 2012 م) هو صحفي، وفيلسوف، وكاتب ألماني، ولد في نورنبرغ، توفي في نورنبرغ، عن عمر يناهز 69 عاماً.